# Hard as a Rock
Hard as a Rock — песня австралийской хард-рок-группы AC/DC, первоначально выпущенная в составе альбома Ballbreaker. 4 сентября 1995 года была издана синглом.
Эта песня звучит в видеоальбомах No Bull и Plug Me In, а также в бокс-сете Backtracks. «Hard as a Rock», как и «Thunderstruck», является саундтреком к фильму «Морской бой».

## Участники записи
- Брайан Джонсон — лидер-вокал
- Ангус Янг — соло-гитара
- Малькольм Янг — ритм-гитара, бэк-вокал
- Клифф Уильямс — бас-гитара, бэк-вокал
- Фил Радд — ударные

## Музыкальное видео
Клип на песню был снят британским режиссёром Дэвидом Маллетом на студии Bray Studios в Виндзоре, Беркшир. Многие фанаты группы собрались, чтобы принять участие в съёмках. Их можно увидеть как перед сценой, так и за барной стойкой, которая окружает сцену, на которой выступает группа. Ангус Янг играет на своей Gibson SG на шаре-бабе, разрушающим здание. В видео, находящемся на видеоальбоме No Bull и в бокс-сете Backtracks, Ангус заявил, что он боялся делать это из-за страха высоты.

## Критика
Музыкальный журналист Пол Муди из британского издания NME написал: «Что может значить "Ангус и компания"? "Hard as a Rock" возвращает группу к той форме, сделавшей их верховными жрецами гонзо-рока несколько миллионов лет назад. Ангус выдаёт рифф, на поиски которого Билли Даффи из The Cult потратил бы 10 лет. Брайан Джонсон начинает выкрикивать название песни словно кастрированная антилопа гну, полный вперёд к мега-оргии, от которой у вас голова идёт кругом. Не так захватывающе, как "Highway to Hell" или ультратонкая "The Jack", но ничего страшного».

## Список композиций
| №  | Название         | Длительность |
| -- | ---------------- | ------------ |
| 1. | «Hard as a Rock» | 4:31         |

| №  | Название                      | Длительность |
| -- | ----------------------------- | ------------ |
| 1. | «Caught with Your Pants Down» | 4:14         |

## Позиции в чартах
| Чарт (1995)                         | Позиция |
| ----------------------------------- | ------- |
| Австралия (ARIA)                    | 14      |
| Бельгия (Ultratop Wallonia)         | 30      |
| Финляндия (Suomen virallinen lista) | 1       |
| Франция (SNEP)                      | 26      |
| Германия (Official German Charts)   | 25      |
| Ирландия (IRMA)                     | 28      |
| Нидерланды (Dutch Top 40 Tipparade) | 16      |
| Нидерланды (Dutch Single Tip)       | 7       |
| Новая Зеландия (RIANZ)              | 16      |
| Норвегия (VG-lista)                 | 4       |
| Швеция (Sverigetopplistan)          | 19      |
| Швейцария (Schweizer Hitparade)     | 28      |
| Великобритания (UK Singles)         | 33      |
| США Mainstream Rock (Billboard)     | 1       |